# James Worthy
James Ager Worthy (Gastonia, 27 febbraio 1961) è un ex cestista statunitense, professionista nella NBA.
Ha frequentato la high school di Ashbrook e l'Università della Nord Carolina (la stessa di Michael Jordan, Bob McAdoo e Vince Carter). La sua altezza (206 cm) e le sue doti tecniche ed atletiche lo hanno reso una delle ali piccole più forti di sempre, tanto da farlo entrare tra i 50 migliori giocatori del cinquantenario della NBA.
La sua capacità di migliorare il suo gioco nei momenti di pressione, soprattutto nei play-off, lo ha reso noto col soprannome di "Big Game James". Per tutta la sua carriera ha giocato per i Los Angeles Lakers.
Durante la carriera ha indossato degli occhialini protettivi che si trovano in una collezione al Museo Smithsonian.

## Carriera

### High School e College
Alla scuola Ashbrook High, allenato da Larry Rhodes (discepolo del grande Dean Smith), il giovane James si mette subito in mostra come grande atleta e giocatore, tanto da indurre la stampa locale a scrivere di lui. Nel 1979 viene selezionato per giocare al McDonald's All-American Game contro giocatori come Isiah Thomas, Dominique Wilkins e Ralph Sampson. Lascerà la scuola superiore con statistiche impressionanti (21,5 punti, 12,5 rimbalzi), e giocherà per l'uniforme che sembrava attenderlo per destino: la casacca blu dei Tar Heels.
Tuttavia non ci sono solo lati positivi: la prima stagione al college di Carolina del Nord è rovinata da un grave infortunio alla caviglia, che gli fa saltare le ultime 14 partite e mette in serio dubbio la sua futura carriera. Ma la determinazione del futuro campione giallo-viola gli permette di recuperare: nella stagione da sophomore diventa ala della All-Atlantic Coast Conference, con statistiche eloquenti: 14,2 punti, 8,4 rimbalzi e più del 50% dal campo, aiutando i Tar Heels alle finali del 1981. La stagione più sensazionale, comunque, fu quella 1981-82: i Tar Heels potevano contare su una squadra mostruosa, e Worthy era contornato da grandi talenti come Sam Perkins e un giovane allora semisconosciuto Michael Jordan.
James Worthy vinse, condividendolo con Ralph Sampson, il premio di miglior giocatore dell'anno, grazie a 15,6 punti, 6,3 rimbalzi e 2,4 assist a partita. Nel 1982 North Carolina raggiunse la finale NCAA, contro la Georgetown University di Patrick Ewing. Partita importante, e dalle prestazioni incredibili: 28 punti con 13 su 17 dal campo e una fondamentale palla rubata di Worthy a Fred Brown portarono i Tar Heels alla vittoria per 63-62. Questa partita segnerà il cammino della sua carriera. Nonostante sia lui a vincere il premio MVP delle Final Four, i suoi sforzi sono però offuscati dallo storico tiro di Michael Jordan che fece vincere la partita. Worthy è uno dei soli otto cestisti dei Tar Heels ad avere il proprio numero ritirato.

### L'ingresso nella NBA
I Los Angeles Lakers avevano vinto il campionato NBA del 1982 (in sei partite contro Philadelphia) ed avevano in Jamaal Wilkes una delle ali piccole più forti della lega, ma l'astuzia della dirigenza permise loro di avere la prima scelta nel draft: nella stagione 1979-80, infatti, i Lakers cedettero a Cleveland Don Ford e una scelta al primo turno del Draft 1980 per Butch Lee e una scelta al primo turno al draft 1982. Quando quella scelta, grazie al lancio della moneta nello spareggio coi San Diego Clippers, divenne la prima assoluta, Los Angeles chiamò Worthy, che aveva deciso di passare ai pro rinunciando all'ultimo anno a North Carolina.
Curiosamente Worthy era solamente la seconda prima scelta assoluta che i Lakers ebbero da quando si trasferirono in California nel 1960 (prima giocavano a Minneapolis, col campione George Mikan); l'altra era stata quella di Magic Johnson nel 1979. Quando Worthy arrivò a Los Angeles Wilkes era ancora al top: reduce da una stagione da 21,1 punti a partita (sedicesimo nella NBA), era il giocatore che giocava di più nella squadra dopo solamente Magic Johnson e Norm Nixon. Worthy ai Lakers dovette affrontare un difficile apprendistato. In seguito Magic avrebbe detto che, nonostante Worthy fosse la prima scelta, non cercò mai di prevalere su Wilkes, ma imparò da lui ed accettò il suo ruolo, dimostrando di essere un giocatore di squadra ed un vincente, mentre molti giocatori al primo anno pensano solo a mettersi in mostra facendo più punti possibile.
Giocando in una squadra forte che disponeva di talenti come Magic Johnson, Kareem Abdul-Jabbar, Jamaal Wilkes e Michael Cooper, James Worthy mise in mostra le sue qualità da fuoriclasse collezionando statistiche molto interessanti nella sua stagione da rookie, di cui giocò 77 partite: 13,4 punti e 5,2 rimbalzi a partita. Tirando col 57,9% dal campo ebbe la migliore percentuale per i rookie del suo anno, e rimane tuttora un record per i rookie dei Lakers. Debuttò il 29 ottobre 1982 in casa contro i Golden State Warriors segnando 18 punti. Con l'aiuto di Worthy i giallo-viola chiusero la stagione 1982-83 con un record di 58-24, il migliore della Western Conference. Selezionato all'unanimità per l'All-Rookie First Team, non poté partecipare ai playoff per una frattura alla tibia sinistra rimediata il 10 aprile 1983 in una partita contro i Phoenix Suns, ed i suoi Lakers perderanno alle finali NBA contro i Philadelphia 76ers di Julius Erving e Moses Malone per 4-0. A fine anno fu secondo nei voti per il premio di matricola dell'anno dietro a Terry Cummings dei San Diego Clippers.

### I Lakers dello "Showtime" ed i grandi successi
Nella stagione 1983-84 la squadra della città delle stelle si rafforzò ulteriormente con l'acquisizione di Byron Scott. Come era facilmente prevedibile i Lakers dominarono la loro conference finendo con un record di 54-28. James Worthy scese in campo per 53 volte da titolare, diventando parte di quel quintetto base che porterà i Lakers a vincere tre titoli nei seguenti cinque anni. Nelle finali NBA però la squadra losangelina si dovette piegare di fronte ai Boston Celtics di Larry Bird, perdendo in una entusiasmante gara-7 che vide ben due tempi supplementari. Come continuerà a fare per tutta la sua carriera, Worthy incrementò le sue statistiche nei playoff, passando dai 14,5 punti a partita con 1,7 assist della stagione regolare a 17,7 punti e 2,1 assist. Durante la stagione regolare mise a segno ben 13 doppie doppie.
Nella stagione 1984-85, con Pat Riley alla guida della squadra, i Lakers puntano alla vittoria del titolo prendendosi la rivincita sui Celtics: con il record di 62-20 risulta seconda come percentuale di vittorie e come punti segnati a partita (dietro rispettivamente ai Boston Celtics e Denver Nuggets). L'impronta di Worthy si fa sempre più sensibile: terzo marcatore della squadra (17,6 punti) e secondo rimbalzista (6,4 rimbalzi), tira come sempre con percentuali invidiabili (57,2% dal campo), portando la squadra a vincere l'anello in sei partite contro i Celtics. Worthy, coprendo insieme a Michael Cooper e Scott le corsie aperte da Magic, diviene parte dei contropiedi veloci più temuti di tutta la lega, quelli del "Lakers Showtime".
Nel 1985-86 l'anello torna a Boston, tuttavia è questa la stagione migliore per Worthy. A Dallas partecipa al suo primo All-Star Game (20 punti, secondo nella formazione della Western Conference); ne giocherà altri sei consecutivi. Per la prima volta arriva alla media dei 20 punti a partita, quota che raggiungerà per quattro volte in carriera, tirando col 57,9% dal campo. Nella stagione regolare i Lakers ottennero di nuovo un record di 62-20. Nei playoff segnò 19,5 punti a partita, unica volta nella carriera in cui la sua produttività non aumenta con le fasi eliminatorie, mentre i Lakers furono eliminati clamorosamente alle finali di Conference dagli Houston Rockets di Hakeem Olajuwon per 4-1. Fu durante l'estate del 1986 che iniziarono a rincorrersi voci su una possibile trade che avrebbe visto i Lakers mandare Worthy ai Dallas Mavericks in cambio di Roy Tarpley. Il general manager dei giallo-viola Jerry West fu costretto a intervenire per fermare qualsiasi scambio che coinvolgesse Worthy.

### Big Game James
Le due stagioni successive saranno l'apice non solo della carriera di Worthy, ma anche del dominio dei Los Angeles Lakers negli anni ottanta. Vincendo nel 1986-87 contro i Boston Celtics e nel 1987-88 contro i Detroit Pistons, Los Angeles diventa la prima squadra in due decenni a vincere due titoli consecutivi, con i due record invidiabili di 65-17 e 62-20 nel campionato. Worthy giocava incredibilmente bene, affiancandosi a due dei più grandi del suo ruolo, Elgin Baylor e Julius Erving; con una media di 19,5 ppg nelle due stagioni (22,4 nei playoff) incrementò le sue abilità di passatore, servendo 3,5 assist per gara. Nei playoff del 1988 i Lakers faticarono, arrivando a gara-7 contro gli Utah Jazz e i Dallas Mavericks, ed anche in finale contro Detroit, ma Worthy coronò la stagione dei giallo-viola al Forum di Los Angeles: con 36 punti, 16 rimbalzi e 10 assist, fece vincere l'anello alla sua squadra. Worthy fu nominato MVP delle finali; nonostante la carriera disputata non fu inserito nemmeno una volta nell'All-NBA Second Team.
Quello del 1988 fu l'ultimo titolo dei Lakers dell'era Magic-Kareem-Worthy: nel 1989 Detroit spazzò via Los Angeles per 4-0, nel 1990 fu Phoenix a batterli nelle semifinali di Conference, nel 1991 i Lakers si arresero all'astro nascente Michael Jordan. Ma insieme al declino della squadra cresce il ruolo di Worthy. Nel 1988-89 segna 20,5 punti a gara ed è primo nel minutaggio nella squadra (36,5 minuti a gara). Nelle finali NBA fa 40 punti in gara-4. Nel 1989-90 segna 21,1 punti a partita collezionando 6 rimbalzi a gara: un anno così felice per le statistiche lo premia anche con la selezione nell'All-NBA Third Team.

### Gli infortuni ed il ritiro
Nel 1990-91 Worthy raggiunge il massimo in carriera per punti segnati a partita (21.4), ma per la prima volta la percentuale di tiro è al di sotto del 50%, anche se di poco. Tuttavia Worthy è passato alla storia, entrando nel libro dei record: nessun giocatore, prima di lui, è riuscito ad avere una media superiore al 53% in ognuna delle sue prime otto stagioni. Le finali arrivano per Los Angeles, ma fermare la dinastia nascente dei Chicago Bulls risulta impossibile; dopo aver vinto la prima partita, la squadra di coach Mike Dunleavy (succeduto a Pat Riley) non può far altro che perdere quattro match di fila. Sarà l'ultima finale per i Lakers prima del 2000. Worthy gioca per altre tre stagioni, ritirandosi prima del campionato 1994-95. Al suo addio, porta via con sé 16.320 punti in carriera ed un'infinità di momenti gloriosi; i fan ed i compagni vedono la sua uscita di scena come la fine di un'era. Worthy sarà ricordato per le sue sensazionali capacità atletiche (la velocità con cui concludeva sbalorditive schiacciate "tomahawk"), e la percentuale dal campo di 54,4% nei play-off lo classifica fra i primi dieci di ogni tempo della NBA.

## Statistiche
| † | Denota una stagione in cui ha vinto il titolo NBA |

### NBA

#### Regular Season
| Anno       | Squadra     | PG  | PT  | MP   | TC%  | 3P%  | TL%  | RP  | AP  | PRP | SP  | PP   |
| ---------- | ----------- | --- | --- | ---- | ---- | ---- | ---- | --- | --- | --- | --- | ---- |
| 1982-1983  | L.A. Lakers | 77  | 1   | 25,6 | 57,9 | 25,0 | 62,4 | 5,2 | 1,7 | 1,2 | 0,8 | 13,4 |
| 1983-1984  | L.A. Lakers | 82  | 53  | 29,5 | 55,6 | 0,0  | 75,9 | 6,3 | 2,5 | 0,9 | 0,9 | 14,5 |
| 1984-1985† | L.A. Lakers | 80  | 76  | 33,7 | 57,2 | 0,0  | 77,6 | 6,4 | 2,5 | 1,1 | 0,8 | 17,6 |
| 1985-1986  | L.A. Lakers | 75  | 73  | 32,7 | 57,9 | 0,0  | 77,1 | 5,2 | 2,7 | 1,1 | 1,0 | 20,0 |
| 1986-1987† | L.A. Lakers | 82  | 82  | 34,4 | 53,9 | 0,0  | 75,1 | 5,7 | 2,8 | 1,3 | 1,0 | 19,4 |
| 1987-1988† | L.A. Lakers | 75  | 72  | 35,4 | 53,1 | 12,5 | 79,6 | 5,0 | 3,9 | 1,0 | 0,7 | 19,7 |
| 1988-1989  | L.A. Lakers | 81  | 81  | 36,5 | 54,8 | 8,7  | 78,2 | 6,0 | 3,6 | 1,3 | 0,7 | 20,5 |
| 1989-1990  | L.A. Lakers | 80  | 80  | 37,0 | 54,8 | 30,6 | 78,2 | 6,0 | 3,6 | 1,2 | 0,6 | 21,1 |
| 1990-1991  | L.A. Lakers | 78  | 74  | 38,6 | 49,2 | 28,9 | 79,7 | 4,6 | 3,5 | 1,3 | 0,4 | 21,4 |
| 1991-1992  | L.A. Lakers | 54  | 54  | 39,0 | 44,7 | 20,9 | 81,4 | 5,6 | 4,7 | 1,4 | 0,4 | 19,9 |
| 1992-1993  | L.A. Lakers | 82  | 69  | 28,8 | 44,7 | 27,0 | 81,0 | 3,0 | 3,4 | 1,1 | 0,3 | 14,9 |
| 1993-1994  | L.A. Lakers | 80  | 2   | 20,0 | 40,6 | 28,8 | 74,1 | 2,3 | 1,9 | 0,6 | 0,2 | 10,2 |
| Carriera   | Carriera    | 926 | 717 | 32,4 | 52,1 | 24,1 | 76,9 | 5,1 | 3,0 | 1,1 | 0,7 | 17,6 |

#### Playoffs
| Anno     | Squadra     | PG  | PT  | MP   | TC%  | 3P%  | TL%  | RP  | AP  | PRP | SP  | PP   |
| -------- | ----------- | --- | --- | ---- | ---- | ---- | ---- | --- | --- | --- | --- | ---- |
| 1984     | L.A. Lakers | 21  | -   | 33,7 | 59,9 | 50,0 | 60,9 | 5,0 | 2,7 | 1,3 | 0,5 | 17,7 |
| 1985†    | L.A. Lakers | 19  | 19  | 32,9 | 62,2 | 50,0 | 67,6 | 5,1 | 2,2 | 0,9 | 0,7 | 21,5 |
| 1986     | L.A. Lakers | 14  | 14  | 38,5 | 55,8 | 0,0  | 68,1 | 4,6 | 3,2 | 1,1 | 0,7 | 19,6 |
| 1987†    | L.A. Lakers | 18  | 18  | 37,8 | 59,1 | 0,0  | 75,3 | 5,6 | 3,5 | 1,6 | 1,2 | 23,6 |
| 1988†    | L.A. Lakers | 24  | 24  | 37,3 | 52,3 | 11,1 | 75,8 | 5,8 | 4,4 | 1,4 | 0,8 | 21,1 |
| 1989     | L.A. Lakers | 15  | 15  | 40,0 | 56,7 | 37,5 | 78,8 | 6,7 | 2,8 | 1,2 | 1,1 | 24,8 |
| 1990     | L.A. Lakers | 9   | 9   | 40,7 | 49,7 | 25,0 | 83,7 | 5,6 | 3,0 | 1,6 | 0,3 | 24,2 |
| 1991     | L.A. Lakers | 18  | 18  | 40,7 | 46,5 | 16,7 | 73,6 | 4,1 | 3,9 | 1,1 | 0,1 | 21,1 |
| 1993     | L.A. Lakers | 5   | 0   | 29,6 | 37,2 | 25,0 | 60,0 | 3,4 | 2,6 | 1,0 | 0,0 | 13,8 |
| Carriera | Carriera    | 143 | 117 | 37,0 | 54,4 | 20,9 | 72,7 | 5,2 | 3,2 | 1,2 | 0,7 | 21,1 |

## Riconoscimenti
Nel 1996 James Worthy viene inserito tra i 50 giocatori più forti di sempre della NBA, nel 2003 viene inserito nella Naismith Memorial Basketball Hall of Fame, rientrando di diritto nell'élite della pallacanestro. La sua maglia numero 42 è una delle undici maglie dei Los Angeles Lakers ad essere state ritirate.

## Palmarès

### NCAA
- Titoli NCAA: 1

North Carolina Tar Heels: 1982
- MVP delle Final Four: 1982
- NCAA AP All-America Second Team: 1982
- McDonald's All-American Game: 1979

### NBA
- Campionato NBA: 3

Los Angeles Lakers: 1985, 1987, 1988
- MVP delle finali: 1

1988
- All-Rookie First Team: 1983
- Squadre All-NBA: 2

Third Team: 1990, 1991
- Convocazioni all'All-Star Game: 7

1986, 1987, 1988, 1989, 1990, 1991, 1992
- Prima scelta assoluta al Draft NBA 1982
- Inserito tra i 50 migliori giocatori del cinquantenario della NBA
- Inserito nel NBA 75th Anniversary Team